# Johan Ferrier
Johan Henri Eliza Ferrier (Paramaribo, 12 de maio de 1910 – Oegstgeest, 4 de janeiro de 2010) foi um político surinamês, e primeiro presidente do Suriname. Ferrier governou o país antes mesmo de sua independência, como governador entre 1968 e 1975 e após a independência, como presidente, de 25 de novembro de 1975 a 13 de agosto de 1980, quando foi deposto por um golpe militar.

## Vida política
Ferrier era membro do Conselho Nacional até 1948. Ele então foi para Amsterdã, estudar teoria da educação. Quando voltou ao Suriname, que já tinha se tornado um país autônomo da Holanda, continuou estudando e tendo uma carreira na educação. Ele serviu como primeiro-ministro e ministro do Interior por um período de três anos, de 1955 a 1958. Ele também passou o tempo como chefe de educação do Suriname. De 1968 até 1975, ele manteve o cargo de governador no país.[carece de fontes?] Após 1975, o Suriname se tornou independente e ele foi eleito como presidente do país.
No ano de 1980, o golpe de Estado feito por Dési Bouterse levou Ferrier a renunciar dentro de seis meses.